# 산곡동 (인천)

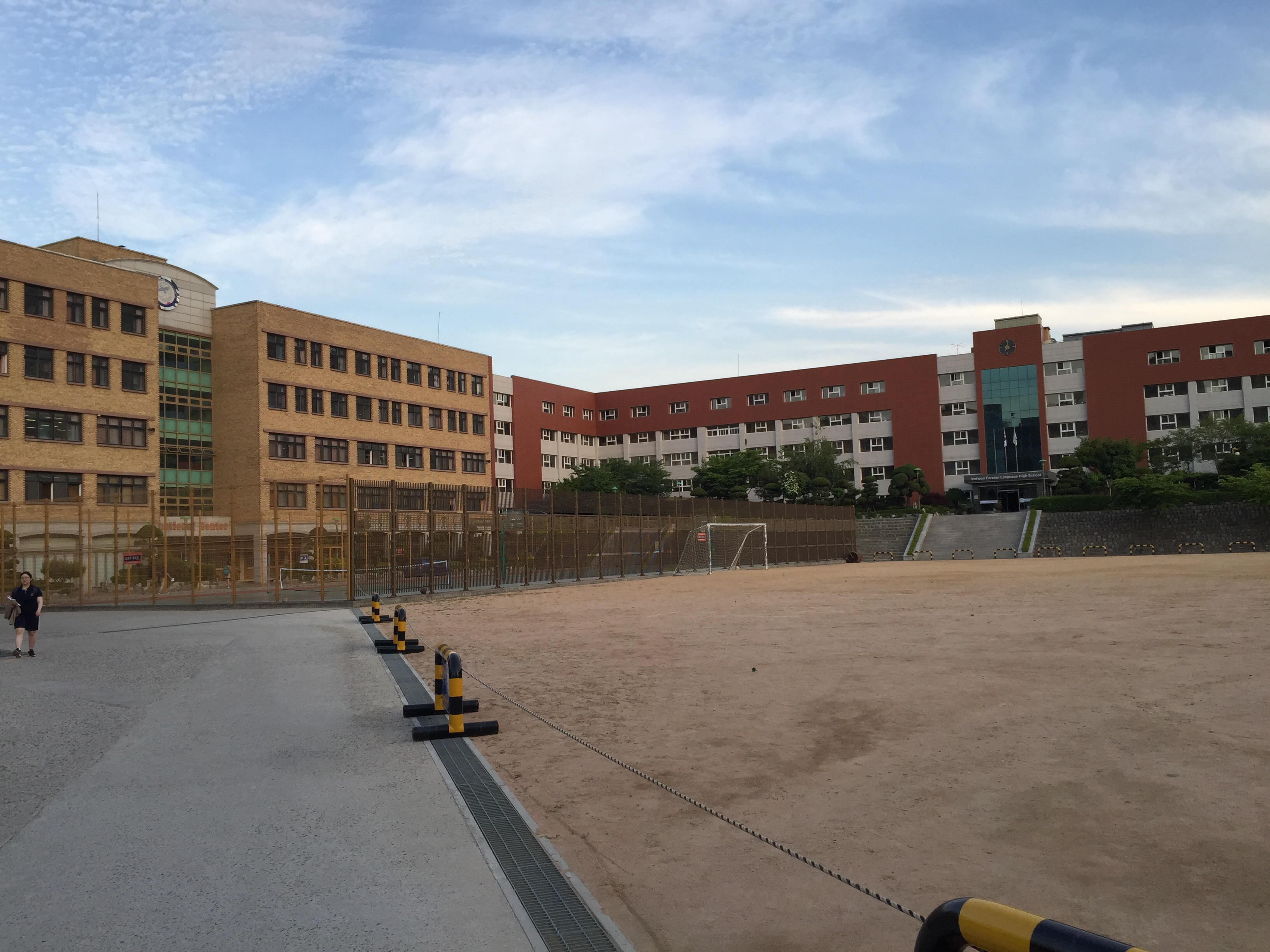
인천외고 전경

산곡동(山谷洞)은 인천시의 법정동, 행정동이다. 백마장이라는 별칭이 있다. 백마장은 1940년 인천부역 확장으로 인해 인천부로 편입된 후 오늘날의 동에 해당되는 이름으로 붙은 백마정(白馬町)과 1914년 행정구역 개편 전의 부평군 마장면(馬場面)에서 유래한다.

## 유래
산곡동은 본래 부평도호부청사 마장면 산곡리 지역으로 산이 곶으로 되었으므로 뫼꼬지, 뫼꽂말 또는 산화촌, 산곡이라 하였으며, 또 조선조 때 말을 먹이던 곳이므로 마장, 백마장이라 하였는데 1914년 행정구역의 폐합에 따라 장끝말을 병합하여 부천군 부내면에 편입되었으며, 그 후 1940년 4월 1일 인천부역 2차 확장때 인천부에 편입되어 왜식으로 하구바쬬(白馬町)라 하다가 1946년 4월 1일부터 일제식 동명 변경에 의하여 산곡동이 된것이다.

## 연혁
- 1914년 3월 1일 경기도 부천군 부내면 산곡리[1]
- 1940년 4월 1일 경기도 인천부 백마정[2]
- 1946년 4월 1일 경기도 인천부 산곡동[3]
- 1949년 8월 15일 경기도 인천시 산곡동
- 1955년 경기도 인천시 산곡·청천동
- 1968년 1월 1일 경기도 인천시 북구 산곡동[4]
- 1970년 7월 1일 경기도 인천시 북구 산곡1동[5]
- 1979년 7월 1일 동청사 신축 (1층 50평, 2층 50평)
- 1981년 7월 1일 인천직할시 북구 산곡1동[6]
- 1995년 1월 1일 인천광역시 북구 산곡1동[7]
- 1995년 3월 1일 인천광역시 부평구 산곡1동[8]
- 1996년 1월 1일 산곡2동 일부지역(6개통) 행정구역 조정으로 편입[9]
- 2000년 12월 28일 산곡1동 주민자치센터 개관 2004년 12월 21일 산곡1동 신청사 이전 개청식

## 교육
- 인천대정초등학교
- 인천마장초등학교
- 인천마곡초등학교
- 인천미산초등학교
- 인천부마초등학교
- 인천부곡초등학교
- 인천산곡초등학교
- 인천산곡남초등학교
- 인천산곡북초등학교
- 산곡중학교
- 산곡여자중학교
- 산곡남중학교
- 부평서중학교
- 부광고등학교
- 인천산곡고등학교
- 인천외국어고등학교
- 인천세일고등학교
- 명신여자고등학교
- 인평자동차고등학교